# Oligositini
Die Oligositini bilden eine Tribus der Erzwespen-Unterfamilie Oligositinae innerhalb der Familie der Trichogrammatidae. Das Taxon geht auf den US-amerikanischen Entomologen William Harris Ashmead zurück, der im Jahr 1904 die Subtribus Oligositina einführte.

## Merkmale
Die Unterfamilie Oligositinae ist gekennzeichnet durch reduzierte männliche Genitalien, die so modifiziert sind, dass sie eine röhrenförmige Struktur bilden. Eine zangenförmige Struktur, zwei seitliche Teile (Paramere) sowie ein separater Aedeagus fehlen. Darüber hinaus weisen die Vertreter der Oligositini eine stark verkleinerte anterodorsale Öffnung auf, in welche der Spritzkanal eintritt. Weiterhin haben die Oligositini gemein, dass die Facettenaugen schwarz sind. Außerdem befindet sich jeweils ein einzelnes Paar Borsten (Setae) am Mittellobus des Mesoscutum sowie auf dem Scutellum.

## Verbreitung
Die Oligositini sind kosmopolitisch verbreitet.

## Lebensweise
Die Oligositini sind Eiparasitoide. Bekannte Wirte gehören zu den Käfern, Libellen, Schnabelkerfe, Fransenflüglern, Weichwanzen, Eurytomidae und Laubheuschrecken.

## Innere Systematik
Die Chaetostrichini umfassen 12 Gattungen. Pinto und Viggiani (2004) gliederten die Tribus in zwei Subtribus.
Eteroligostina Lin
- Chaetostrichella Girault, 1914 – 4 Arten, Orientalis, Paläarktis
- Doirania Waterston, 1928 – 3 Arten, Australasien, Nearktis, Paläarktis
- Eteroligosita Viggiani, 1976 – 3 Arten, China, Israel
- Hayatia Viggiani, 1982 – 8 Arten, Kap Verde, Orientalis, Paläarktis
- Probrachista Viggiani, 1968 – 2 Arten, Orientalis
- Pseudoligosita Girault, 1913 – 55 Arten, kosmopolitisch

Oligositina Walker
- Epoligosita Girault, 1916 – 25 Arten, kosmopolitisch
- Megaphragma Timberlake, 1924 – 15 Arten, kosmopolitisch
- Oligosita Walker, 1851 – 96 Arten, kosmopolitisch
- Prestwichia Lubbock, 1864 – 6 Arten, Australien, Orientalis, Paläarktis
- Prosoligosita Hayat & Husain, 1981 – 4 Arten, Orientalis
- Sinepalpigramma Viggiani & Pinto, 2004 – 2 Arten, Neotropis